# かねこしんや
かねこ しんやは、日本の漫画家、イラストレーター。武蔵野美術大学卒。別名に粟田口国綱（あわたぐちくにつな、同名の刀工・粟田口国綱が由来）がある。
誕生日4月18日

## 来歴
武蔵野美術大学漫画研究会に在籍。在学中にTRPG『聖珠伝説パールシード』のイラストにてイラストレーターとしてデビュー、また『大激突!!ゴジラvsオール怪獣!!! 』(ムテキ・ブックス)に映画「ゴジラ(1954年)」のコミカライズを執筆しており、これが漫画の初仕事となる。
コミックZip（フランス書院）にて粟田口国綱名義で読み切り短編漫画の不定期掲載およびイラストコラムの連載を持つ。
ペンネーム粟田口国綱は、愛読していた池波正太郎の小説に登場する日本刀の銘に由来する。
卒業後、パソコン通信でおこなっていたイラスト活動をきっかけに遊演体ネットゲームのイラストレーターに起用され、３年間で３タイトルに関わる。

97年にコミックジャパン創刊と同時に初の連載漫画『超高機動警察おまかせ!!ヴァーミリオン』で連載漫画家としてデビューする。

## 主な作品

### 漫画
- 超高機動警察おまかせ!!ヴァーミリオン（コミックジャパン→創刊号で休刊したため掲載誌を移籍しRPGマガジン、原作：山本剛）
- カルドセプト（講談社、原作：大宮ソフト）

### 挿絵
- 『勇者110番―あたしとあいつは最強ペア!?』（電撃文庫、高城響）

（表紙・口絵のみ。本文挿絵は中村哲也）
- 『アドバンスト・ウィザードリィRPG』シリーズ（ログアウト冒険文庫）
- 『クロックワーク』シリーズ（角川スニーカー文庫、山本剛）
- 『あるある!夢境学園』シリーズ（ファミ通文庫、新木伸）
- 『風と暁の娘 パンツァードラグーン オルタ』（メディアファクトリー、五代ゆう）
- 『くたばれスローライフ！ 』シリーズ（MFブックス、古柴）

### コンピューターゲーム
- エンドセクター（アスキー）カードイラスト
- カルドセプト セカンド（メディアファクトリー）カードイラスト・ゲストキャラクターデザイン
- CANNONBALL 〜ねこねこマシン猛レース!〜（ライアーソフト）マシンデザイン ※注：アダルトゲーム
- カルドセプト サーガ（バンダイナムコゲームス）カードイラスト・ゲストキャラクターデザイン
- カルドセプト（ニンテンドー3DS）（大宮ソフト・任天堂）ゲストキャラクターデザイン
- カルドセプト・リボルト（ニンテンドー3DS）（大宮ソフト・任天堂）カードイラスト
- モンスターワールド コンプリートコレクション SEGA AGES 2500 シリーズ Vol.29 （SEGA）冊子・特典イラスト
- アルノサージュ ～生まれいずる星へ祈る詩～（コーエーテクモゲームス）敵メカニック・モンスターデザイン

### その他
- イラストガレージ かねこしんや作品集（コアマガジン）画集・短編漫画集
- ネットゲーム96 こうもり城へようこそ!（遊演体）キャラクターデザイン・各種イラスト・リプレイコミック
- ネットゲーム97 勇者110番（遊演体）前期キャラクターデザイン
- ネットゲーム98 星空までは何マイル？（遊演体）キャラクターデザイン・各種イラスト
- 聖珠伝説パールシード（ツクダホビー）イラスト（デビュー作品）